# Trương Tân Thành

Xincheng Zhang in Nan Bu Dang An

Trương Tân Thành (tiếng Trung: 张新成; bính âm: Zhāng Xīnchéng; sinh ngày 24 tháng 8 năm 1995) là diễn viên, ca sĩ người Trung Quốc. Anh được biết đến với vai Lâm Dương trong "Xin chào, ngày xưa ấy", Lê Ngữ Băng trong "Lê hấp đường phèn", Hạ Tử Thu trong "Lấy danh nghĩa người nhà" và Giang Dập trong "Một ngày biến thành em".

## Tiểu sử
Trương Tân Thành sinh tại thành phố Kinh Châu, tỉnh Hồ Bắc, Trung Quốc. Ngay từ nhỏ, cậu nhóc Trương Tân Thành đã được cho học qua rất nhiều lớp năng khiếu: hát, nhảy, piano, guitar và sáng tác nhạc. Trương Tân Thành học hết tiểu học ở Kinh Châu, rồi rời Hồ Bắc để chuyển đến Bắc Kinh. Sau đó, anh gắn bó 6 năm tại trường Trung học trực thuộc Học viện Vũ đạo Bắc Kinh và tốt nghiệp năm 2008 chuyên ngành Ca hát và Vũ đạo. Trong thời gian đó, Trương Tân Thành lần đầu tiên xuất hiện trên truyền hình, tham gia chương trình khoa học dành cho thiếu nhi trên kênh CCTV Children's Channel "The Code of Growth of Sesame."
Năm 2013, góp mặt trong phim Xe buýt trường học, Trương Tân Thành chính thức tiến vào giới giải trí. Năm 2014, Trương Tân Thành tham gia Kỳ thi Tuyển sinh Đại học Toàn quốc và đậu 7 trường đại học, trong đó đậu thủ khoa 4 trường đại học Nghệ thuật hàng đầu Trung Quốc: Học viện Điện ảnh Bắc Kinh, Học viện Hý kịch Trung ương, Học viện Hý kịch Thượng Hải, Học viện Nghệ thuật Giải phóng quân và đậu á khoa của Đại học Truyền thông Trung Quốc. Cuối cùng, anh lựa chọn trường Học viện Hý kịch Trung ương khoa Nhạc kịch với thành tích đứng đầu phần thi Nghệ thuật và Văn Hóa với 560 điểm. Cùng năm đó, Trương Tân Thành phát hành ca khúc đầu tay Đợi người sát vai. Năm 2015, ký hợp đồng với Công ty Truyền thông Thiên Ngu, chính thức trở thành nghệ nhân hợp đồng.
Tháng 11 năm 2020, Trương Tân Thành được tạp chí Forbes China chọn vào danh sách "2020 Forbes China Under 30 Elite List".

## Sự nghiệp

### Từ các vai diễn nhỏ, bước đầu được chú ý với vai chính đầu tiên trongXin Chào Ngày Xưa Ấy
- Năm 2013, góp mặt trong bộ phim điện ảnh đầu tiên Xe buýt trường học đóng vai cậu nhóc tươi sáng Hàn Ngọc Dương, chính thức tiến vào giới giải trí.
- Năm 2014, phát hành ca khúc đầu tay Đợi người sát vai OST của phim "Câu chuyện của Hà Kim Diệp", sau đó tham gia bộ phim "Phòng khám tình yêu". Cùng năm đó, Trương Tân Thành đảm nhận vai nam chính đầu tay Dương Sâm Sâm trong bộ phim điện ảnh "Tên ngốc".
- Năm 2015, đóng phim điện ảnh "Sống đến cuối cùng" cùng Vương Linh Ngọc, Châu Thụy, Dương Khả Đằng, Tân Nhuệ . Trong cùng năm đó, anh đã kí kết với công ty Thiên Ngu, chính thức trở thành nghệ sĩ hợp đồng.
- Năm 2016, lần đầu góp mặt trong phim truyền hình với tác phẩm "Tình yêu vượt qua ngàn năm 2: Cuộc hoán đổi dưới ánh trăng" diễn vai phụ Lý Hải Luân.[2] Cùng năm diễn vai học thần môn Vật lý Ngô Trạch Văn trong bộ phim chiếu mạng Nam thần mạnh nhất.[2]
- Năm 2017, diễn nam chính trong phim thanh xuân chiếu mạng chuyển thể từ tiểu thuyết cùng tên của Bát Nguyệt Trường An Xin chào, ngày xưa ấy vai nam chính học bá mặt trời nhỏ Lâm Dương[3] hợp tác cùng Lý Lan Địch, từ đó bắt đầu nhận được nhiều sự chú ý của công chúng. Ngày 02/12/2017, nhận giải thưởng Nghệ sĩ mới trong Đêm hội iQiYi 2018.[4]

### Vai diễn chính trên truyền hình đầu tiên trongĐại Tống Thiếu Niên Chí, dần dần đến gần hơn với khán giả
- Năm 2018, tham gia phim cổ trang "Đại Tống thiếu niên chí" đóng cặp cùng Châu Vũ Đồng diễn vai nam chính Nguyên Trọng Tân, đánh dấu vai chính phim chiếu đài đầu tiên. Tháng 10, tham gia chương trình chuyên về diễn xuất của Đài Truyền hình Chiết Giang "Sự ra đời của diễn viên mùa 2"  và nhận được nhiều sự chú ý với diễn xuất. Cùng năm đó kết hợp lần đầu với Lâm Duẫn trong drama lãng mạn "Ốc sên và chim vàng oanh" trong vai chính hoàng tử piano Lý Trăn Ngôn.[5]
- Tháng 4 năm 2019, xác nhận cùng Ngô Thiến đảm nhận nhân vật chính Lê Ngữ Băng trong bộ phim đề tài thanh xuân Lê hấp đường phèn.[6] Tháng 9 cùng năm, khai máy bộ phim "Lấy danh nghĩa người nhà" do Hoa Sách Ảnh Thị sản xuất tại Hạ Môn bên cạnh Đàm Tùng Vận và Tống Uy Long, đảm nhận vai anh ba, đầu bếp đồ tráng miệng Hạ Tử Thu.[7]
- Tháng 1 năm 2020, bộ phim chiếu mạng "Hồi Lang Đình"  xác nhận Trương Tân Thành sẽ đảm nhận vai nam chính Trình Thành.[8] Tháng 6 cùng năm, chính thức quan tuyên và khai máy bộ phim "Hào Quang" , đánh dấu lần đầu thử sức với đề tài dân quốc cũng như kết hợp với nữ diễn viên trẻ Thái Văn Tịnh. Bộ phim đóng máy vào tháng 10 cùng năm.[9]
- Ngày 29/05/2020, chính thức được xác nhận tham gia cast chính bản Trung của show thực tế "Little Forest" Hàn Quốc "Khu Rừng Nhỏ Kì Diệu" với chủ đề: Minh tinh và trẻ em. Các nghệ sĩ tham gia sẽ cùng với các em nhỏ khám phá trong rừng 2 ngày 1 đêm bên cạnh Ngô Kỳ Long, Trịnh Sảng, Đàm Tùng Vận.[10]

### Bùng nổ vớiLấy Danh Nghĩa Người Nhà, tiếp tục khẳng định khả năng với nhiều vai diễn đa dạng
- Tháng 8 năm 2020, bộ phim "Lấy Danh Nghĩa Người Nhà" bắt đầu lên sóng, ngay lập tức nhận được nhiều lời khen ngợi từ khán giả và giới chuyên môn, thống trị rating khung giờ trên toàn quốc, đứng đầu bảng rating của Hồ Nam vệ thị năm 2020, được nhiều nước mua bản quyền cũng như chiếu lại tại quê nhà Trung Quốc.[11] Nhân vật anh nhỏ - Hạ Tử Thu ngoan ngoãn, ấm áp, hiểu chuyện với hoàn cảnh đáng thương đã để lại ấn tượng rất lớn trong lòng khán giả, đưa tên tuổi của Trương Tân Thành đến gần hơn với khán giả đại chúng.
- Ngày 17/06/2021, bộ phim chiếu mạng thứ ba sau 4 năm của Trương Tân Thành "Một ngày biến thành em" chính thức công chiếu độc quyền trên nền tảng iQIYI, trong phim anh đóng vai một idol tài năng nhưng nội tâm có nhiều tâm sự Giang Dập.
- Ngày 28/01/2022, trang chủ chương trình thực tế phá án ăn khách "Minh Tinh Đại Trinh Thám" công bố poster và dàn khách mời cho mùa thứ 7, Trương Tân Thành được giới thiếu với tư cách người chơi chính thức.[12]
- Ngày 11/04/2022, Trương Tân Thành được xác nhận tham gia bộ phim mới do Chính Ngọ Dương Quang sản xuất - một trong những dự án phim trọng điểm của Quảng Điện năm 2022 - đánh dấu lần đầu hợp tác với nhiều tên tuổi lão làng như Hồ Ca, Ngô Việt, Huỳnh Lỗi, Lý Quang Khiết, Lưu Đào, Vạn Thiến...[13]

## Tác phẩm

### Điện ảnh
| Năm  | Tiêu đề tiếng Việt  | Tiêu đề tiếng Trung | Vai diễn                    | Chú thích |
| ---- | ------------------- | ------------------- | --------------------------- | --------- |
| 2013 | Xe buýt trường học  | 校车                | Hàn Ngọc Dương 韩玉阳       |           |
| 2014 | Tên ngốc            | 杨森森              | Dương Sâm Sâm 杨森森        | Vai chính |
| 2014 | Phòng khám tình yêu | 杨云峰              | Dương Vân Phong 杨云峰      |           |
| 2015 | Sống đến cuối cùng  | 活到最后            | Lâm Tinh Tinh, Kim Văn Tuấn | VR Movie  |
| 2024 | Đã bao năm qua      | 这么多年            | Lý Nhiên 李燃               | Vai chính |

### Phim chiếu mạng
| Năm  | Tiêu đề tiếng Việt    | Tiêu đề tiếng Trung | Vai diễn             | Bạn diễn       | Chú thích | Kênh phát sóng |  |
| ---- | --------------------- | ------------------- | -------------------- | -------------- | --------- | -------------- |  |
| 2016 | Nam thần mạnh nhất    | 最强男神            | Ngô Trạch Văn 吴泽文 | Trương Tư Phàm | Nam chính | Youku Video    |  |
| 2017 | Xin chào, ngày xưa ấy | 你好，旧时光        | Lâm Dương 林杨       | Lý Lan Địch    | Nam chính | IQIYI          |  |

### Phim truyền hình
| Năm  | Tiêu đề tiếng Việt                                         | Tiêu đề tiếng Trung         | Vai diễn                | Bạn diễn                                                            | Chú thích                       | Kênh phát sóng             |
| ---- | ---------------------------------------------------------- | --------------------------- | ----------------------- | ------------------------------------------------------------------- | ------------------------------- | -------------------------- |
| 2016 | Tình yêu vượt qua ngàn năm 2: Cuộc hoán đổi dưới ánh trăng | 相爱穿梭千年2：月光下的交换 | Lý Hải Luân 李海伦      | Ngụy Đại Huân, Văn Tịnh San                                         | Vai phụ                         | Hồ Nam TV                  |
| 2019 | Đại Tống Thiếu Niên Chí                                    | 大宋少年志                  | Nguyên Trọng Tân 元仲辛 | Châu Vũ Đồng                                                        | Nam chính                       | Hồ Nam TV                  |
| 2020 | Lê Hấp Đường Phèn                                          | 冰糖炖需梨                  | Lê Ngữ Băng 黎语冰      | Ngô Thiến                                                           | Nam chính                       | Chiết Giang TV Giang Tô TV |
| 2020 | Ốc sên và chim vàng oanh                                   | 蜗牛与黄鹂鸟                | Lý Trăn Ngôn 李臻言     | Lâm Doãn                                                            | Nam chính                       | Hồ Nam TV                  |
| 2020 | Lấy danh nghĩa người nhà                                   | 以家人之名                  | Hạ Tử Thu 贺子秋        | Đàm Tùng Vận, Tống Uy Long                                          | Diễn xuất đặc biệt Nhà sản xuất | Hồ Nam TV                  |
| 2021 | Bách luyện thành cương                                     | 百炼成钢                    | Tiêu Du Lộc 焦裕禄      |                                                                     | Vai phụ                         | Hồ Nam TV                  |
| 2021 | Hào Quang                                                  | 光芒                        | Trình Diệc Trị 程亦治   | Thái Văn Tịnh                                                       | Nam chính Nhà sản xuất          | Hồ Nam TV                  |
| 2022 | Thiên tài Cơ bản pháp                                      | 天才基本法                  | Bùi Chi 裴之            | Lôi Giai Âm, Trương Tử Phong                                        | Vai chính                       | IQIYI, CCTV8               |
| 2022 | Huyện Ủy Đại Viện                                          | 县委大院                    | Lâm Chí Vi 林志为       | Hồ Ca, Ngô Việt, Huỳnh Lỗi, Lý Quang Khiết, Lưu Đào, Vạn Thiến...   | Diễn viên chính                 | CCTV                       |
| 2023 | Đại Tống Thiếu Niên Chí 2                                  | 大宋少年志 2                | Nguyên Trọng Tân 元仲辛 | Châu Vũ Đồng                                                        | Nam chính                       | Hồ Nam TV                  |
| 2024 | Luyến Tiếc Những Vì Sao                                    | 舍不得星星                  | Tưởng Thời Diên         | Vương Ngọc Văn                                                      | Nam chính                       | Tencent                    |
| 2024 | Vi Ám Chi Hỏa                                              | 微暗之火                    | Châu Lạc                | Đồng Dao, Diệp Tổ Tân, Vương Tử Tuyền, Triệu Hạo Hoành, Đồ Chỉ Oánh | Nam chính                       |                            |
| 2025 | Chế Tạo Gian Nan/Thời Đại Tôi Luyện                        | 淬火年代                    | Liễu Quân               | Tống Tổ Nhi                                                         | Nam chính                       | CCTV-1                     |

## Chương trình
| Năm       | Chương trình                         | Ngày phát sóng / Tập | Kênh phát sóng                   | Chú thích |
| --------- | ------------------------------------ | -------------------- | -------------------------------- | --- |
| 2010      | The Code of Growth of Sesame         |                      | CCTV Children's Channel          | Chương trình khoa học thiếu nhi |
| 2017      | Unparalleled Press Conference        | 20/12/2017           | iQIYI                            | Cùng đoàn phim "Xin chào, ngày xưa ấy" |
| 2018      | Đêm hội Đèn lồng Hồ Nam 2018         | 02/03/2018           | Hồ Nam Vệ Thị                    | Biểu diễn liên khúc "Lễ hội đèn lồng" cùng Hà Cảnh, Henry Lau                                                                               |
| 2018      | Xin chào, sinh hoạt gia mùa 2        | Tập 2                | Chiết Giang Vệ thị iQIYI         | Vai trò Giám đốc giải trí |
| 2018      | Xin chào, sinh hoạt gia mùa 2        | Tập 5                | Chiết Giang Vệ thị iQIYI         | Cùng Hàn Tuyết |
| 2018      | Sự ra đời của diễn viên mùa 2        | Tập 5                | Chiết Giang Vệ thị Tencent Video | Trích đoạn "Hoàng hậu cuối cùng" đấu với Tưởng Mộng Tiệp, Hải Lục Thua trước Tưởng Mộng Tiệp nhưng được Vu Hòa Vỹ cứu ở lại                 |
| 2018      | Sự ra đời của diễn viên mùa 2        | Tập 8                | Chiết Giang Vệ thị Tencent Video | Trích đoạn "Reply 1988" cùng Quách Kỳ Lân, Nhậm Tố Tịch, Lý Lan Địch, Kim Thế Giai, Đồ Tùng Nham, Khâu Chấn Hải Không được chọn nên bị loại |
| 2018-2019 | Khoái lạc đại bản doanh (Happy camp) | 06/01/2018           | Hồ Nam Vệ thị Mango TV           | [ 25 ] [ 26 ] |
| 2018-2019 | Khoái lạc đại bản doanh (Happy camp) | 17/02/2018           | Hồ Nam Vệ thị Mango TV           | [ 27 ] [ 28 ] |
| 2018-2019 | Khoái lạc đại bản doanh (Happy camp) | 17/03/2018           | Hồ Nam Vệ thị Mango TV           | [ 29 ] |
| 2018-2019 | Khoái lạc đại bản doanh (Happy camp) | 19/01/2019           | Hồ Nam Vệ thị Mango TV           | [ 30 ] |
| 2018-2019 | Khoái lạc đại bản doanh (Happy camp) | 09/03/2019           | Hồ Nam Vệ thị Mango TV           | Tuyên truyền "Đại Tống thiếu niên chí" |
| 2018-2019 | Khoái lạc đại bản doanh (Happy camp) | 28/09/2019           | Hồ Nam Vệ thị Mango TV           | [ 33 ] [ 34 ] |
| 2019      | Xuân Vãn đài Hồ Nam 2019             | 09/01/2019           | Hồ Nam Vệ thị                    | Biểu diễn "Liên khúc Douyin" cùng Lưu Vũ Ninh, Lâm Ngạn Tuấn, Kim Hãn                                                                       |
| 2019      | Thanh xuân hoàn du kí                | Tập 4                | Chiết Giang Vệ thị               | Người trợ giúp thanh xuân |
| 2019      | Thanh xuân hoàn du kí                | Tập 8                | Chiết Giang Vệ thị               | Người trợ giúp thanh xuân |
| 2019      | Cùng nhau hướng tới ánh sáng         | 15/09/2019           | Youku                            | Cùng Tưởng Mộng Tiệp |
| 2019      | Sing or spin                         | Tập 3                | Hồ Nam Vệ thị Mango TV           | Vòng 1 hát "Nếu như yêu", Vòng 2 hát "Cao bồi rất bận"                                                                                      |
| 2020      | Lễ hội Đèn lồng Gia đình Hồ Nam 2020 | 08/02/2020           | Hồ Nam Vệ thị Mango TV           | Biểu diễn "Cổng vườn Hán Dương" cùng Phong Tương                                                                                            |
| 2020      | Khuê Nữ Nhà Tôi 2                    | Tập 6                | Hồ Nam Vệ thị Mango TV           | Cùng Lâm Duẫn |
| 2020      | Khuê Nữ Nhà Tôi 2                    | Tập 7                | Hồ Nam Vệ thị Mango TV           | Cùng Lâm Duẫn |
| 2020      | Bạn Ơi Hãy Lắng Nghe                 | Tập 4                | Hồ Nam Vệ thị Mango TV           | Trợ giúp phát thanh cùng Cúc Tịnh Y, Uông Tô Lang                                                                                           |
| 2020      | Bạn Ơi Hãy Lắng Nghe                 | Tập 5                | Hồ Nam Vệ thị Mango TV           | Trợ giúp phát thanh cùng Cúc Tịnh Y, Uông Tô Lang                                                                                           |
| 2020      | Vương bài đối vương bài mùa 5        | Tập 5 + 6            | Chiết Giang Vệ thị               | Khách mời cùng Giả Nãi Lượng, Hàn Tuyết, Dương Địch Tuyên truyền phim "Lê hấp đường phèn"                                                   |
| 2020      | Nhiệm Vụ Ngọt Ngào                   | Tập 13               | Mango TV                         | Cùng Uông Tô Lang Tuyên truyền " Lê hấp đường phèn"                                                                                         |
| 2020      | Khoái lạc đại bản doanh (Happy camp) | 04/04/2020           | Hồ Nam Vệ thị Mango TV           | Tuyên truyền "Lấy danh nghĩa người nhà" cùng Đàm Tùng Vận                                                                                   |
| 2020      | Thanh xuân thi hội                   | 08/04/2020           | CCTV Tencent Video               | |
| 2020      | Nhiệm Vụ Ngọt Ngào                   | Tập 23               | Mango TV                         | Tuyên truyền "Khu Rừng Nhỏ Kì Diệu" cùng Ngô Kỳ Long, Đàm Tùng Vận                                                                          |
| 2020      | Khu Rừng Nhỏ Kì Diệu                 | Cả mùa               | Hồ Nam Vệ Thị Mango TV           | Thành viên chính thức cùng Ngô Kỳ Long, Trịnh Sảng, Đàm Tùng Vận                                                                            |
| 2020      | Trốn thoát khỏi mật thất Mùa 2       | Tập 2                | Mango TV                         | Cameo (NPC) |
| 2020      | Thiên thiên hướng thượng             | 30/08/2020           | Hồ Nam Vệ Thị Mango TV           | Cùng Đàm Tùng Vận, Tống Uy Long tuyên truyền "Lấy danh nghĩa người nhà"                                                                     |
| 2021      | Minh tinh đại trinh thám mùa 6       | Tập 3                | Mango TV                         | Người chơi vai "Tân bằng hữu" |
| 2021      | Minh tinh đại trinh thám mùa 6       | Tập 4                | Mango TV                         | Người chơi vai "Tân lễ tân" |
| 2021      | Minh tinh đại trinh thám mùa 6       | Tập 5                | Mango TV                         | Người chơi vai "Tân âm nhạc" |

## Âm nhạc
| Năm  | Ca khúc                       | Ghi chú                                                                |
| ---- | ----------------------------- | ---------------------------------------------------------------------- |
| 2014 | Đợi người sát vai             | Bài hát đầu tay OST Câu chuyện của Hà Kim Diệp                         |
| 2014 | Tin rằng tình yêu vẫn tồn tại | OST Phòng khám tình yêu                                                |
| 2015 | Gọi là thanh xuân             | Ca khúc mừng năm mới cùng Phạm Thế Kỳ, Tạ Bân Bân và Circle 9          |
| 2019 | Hình dáng ước mơ              | OST Đại Tống thiếu niên chí                                            |
| 2020 | Bình minh                     | OST Lê hấp đường phèn                                                  |
| 2020 | Rung động                     | OST Lê hấp đường phèn                                                  |
| 2020 | Mùa thu năm ấy                | OST Lê hấp đường phèn                                                  |
| 2020 | Khu rừng nhỏ diệu kì          | Bài hát chủ đề show hợp tác cùng Ngô Kỳ Long, Trịnh Sảng, Đàm Tùng Vận |
| 2020 | Để cả thế giới đều nghe thấy  | OST Ốc sên và phim vàng oanh                                           |
| 2020 | Sẽ có một ngày                | OST Ốc sên và phim vàng oanh                                           |
| 2020 | Hand in hands                 | Nhiều nghệ sĩ Ca khúc cổ động tinh thần phòng chống COVID-19           |
| 2021 | SAY YA                        | Hợp tác cùng Lý Tư Đan Ny, FOX Hồ Tiên Du                              |
| 2021 | My Soul                       | OST Một ngày biến thành em                                             |

Hào quang 
Ost [Hào Quang]

## Giải thưởng
| Năm  | Buổi lễ            | Tên phim              | Giải thưởng         | Kết quả   |
| 2017 | Đêm hội iQiYi 2018 | Xin chào, ngày xưa ấy | Nghệ sĩ mới         | Đoạt giải |
| 2019 | CCTV Spring Gala   | —                     | Biểu tượng giới trẻ | Đoạt giải |